# Saint-Martin-de-l'Arçon
Saint-Martin-de-l'Arçon är en kommun i departementet Hérault i regionen Occitanien i södra Frankrike. Kommunen ligger i kantonen Olargues som tillhör arrondissementet Béziers. År 2022 hade Saint-Martin-de-l'Arçon 103 invånare.

## Befolkningsutveckling
Antalet invånare i kommunen Saint-Martin-de-l'Arçon
Referens:INSEE